# Les Choses de la vie
Les Choses de la vie is een Franse film van Claude Sautet die in 1970 werd uitgebracht.
Het scenario is gebaseerd op de gelijknamige roman (1967) van Paul Guimard die eraan meeschreef. Philippe Sarde componeerde zijn eerste score voor deze film.
De scène waarin de Alfa Romeo Giulietta Sprint crasht kostte tien dagen om te filmen. Aan het stuur zat stuntman Gérard Streiff.
De film werd geprezen voor de originaliteit van het vertelkader en van de sfeer.

## Verhaal
Pierre, een 40-jarige succesvolle architect, is het slachtoffer van een zwaar verkeersongeval. Hij wordt uit zijn wagen geslingerd en verliest het bewustzijn. Hij geraakt in een comateuze toestand waarin heel zijn verleden de revue passeert: Catherine, zijn vrouw van wie hij gescheiden leeft, hun zoon, met wie zijn contacten schaarser zijn geworden en Hélène, zijn jonge charmante vriendin. 
Hij herinnert zich dat hij op weg was naar zijn zoon met wie hij op vakantie wou vertrekken. Hij herinnert zich ook dat hij orde op zaken wilde zetten in zijn leven, dat hij van plan was het uit te maken met Hélène die hem een beetje te bezitterig leek te worden en vooral dat hij haar een afscheidsbrief heeft geschreven. Die brief heeft hij niet opgestuurd want hij heeft zich op het laatste moment bedacht. Hij maakt zich vooral zorgen over het feit dat die brief wordt gevonden en dat die zo een andere betekenis geeft aan zijn leven. 

## Rolverdeling
| Acteur            | Personage                     |
| ----------------- | ----------------------------- |
| Michel Piccoli    | Pierre Bérard                 |
| Romy Schneider    | Hélène Haltig                 |
| Lea Massari       | Catherine Bérard              |
| Jean Bouise       | François                      |
| Gérard Lartigau   | Bertrand Bérard               |
| Boby Lapointe     | de bestuurder van de veewagen |
| Hervé Sand        | de vrachtwagenchauffeur       |
| Jacques Richard   | de verpleger                  |
| Betty Beckers     | de liftster                   |
| Dominique Zardi   | de lifter                     |
| Gabrielle Doulcet | Guitte                        |
| Roger Crouzet     | de promotor                   |
| Henri Nassiet     | de vader van Pierre           |
| Jean Gras         | de werfleider                 |
| Marcelle Arnold   | de moeder van Hélène          |
| Jean-Pierre Zola  | de vader van Hélène           |
| Isabelle Sadoyan  | de verpleegster               |
| Claude Confortès  | de dokter                     |
| Christian Bertola | de chirurg                    |